# Anna Smrek
Anna Smrek (St. Catharines, 11 ottobre 2003) è una pallavolista canadese, opposto dell'Aras Kargo.

## Biografia
Nasce a St. Catharines ed è figlia dell'ex cestista Mike Smrek.

## Caratteristiche tecniche
Muove i primi passi nel ruolo di centrale, al quale affianca durante la sua carriera universitaria quello di opposto.

## Carriera

### Club
Muove i primi passi a livello giovanile, giocando nella formazione del Defensa, dalla quale approda nella pallavolo universitaria statunitense: dal 2021 al 2024 fa parte delle Badgers della Wisconsin, in NCAA Division I, vincendo al suo primo anno il titolo nazionale, venendo anche eletta MVP del torneo e raccogliendo qualche altro riconoscimento individuale nel resto della sua carriera universitaria.
Nel gennaio 2025 firma il suo primo contratto da professionista con le italiane della Pro Victoria, disputando la seconda parte della Serie A1 2024-25. Per il campionato 2025-26 si trasferisce nella formazione turca dell'Aras Kargo, in Sultanlar Ligi.

### Nazionale
Fa parte della nazionale canadese under 18 che si aggiudica l'argento al campionato nordamericano 2018 e partecipa al campionato mondiale 2019.
Nel 2025 debutta in nazionale maggiore in occasione della Volleyball Nations League.

## Palmarès

### Club
- NCAA Division I: 1

2021

### Nazionale (competizioni minori)
- Campionato nordamericano under 18 2018

### Premi individuali
- 2021 - NCAA Division I: Columbus National MVP
- 2022 - NCAA Division I: Madison Regional All-Tournament Team
- 2023 - All-America Second Team
- 2023 - NCAA Division I: Tampa National All-Tournament Team